# Liste von Bergwerken im Landkreis Waldeck-Frankenberg

Städte und Gemeinden im Kreis Waldeck-Frankenberg

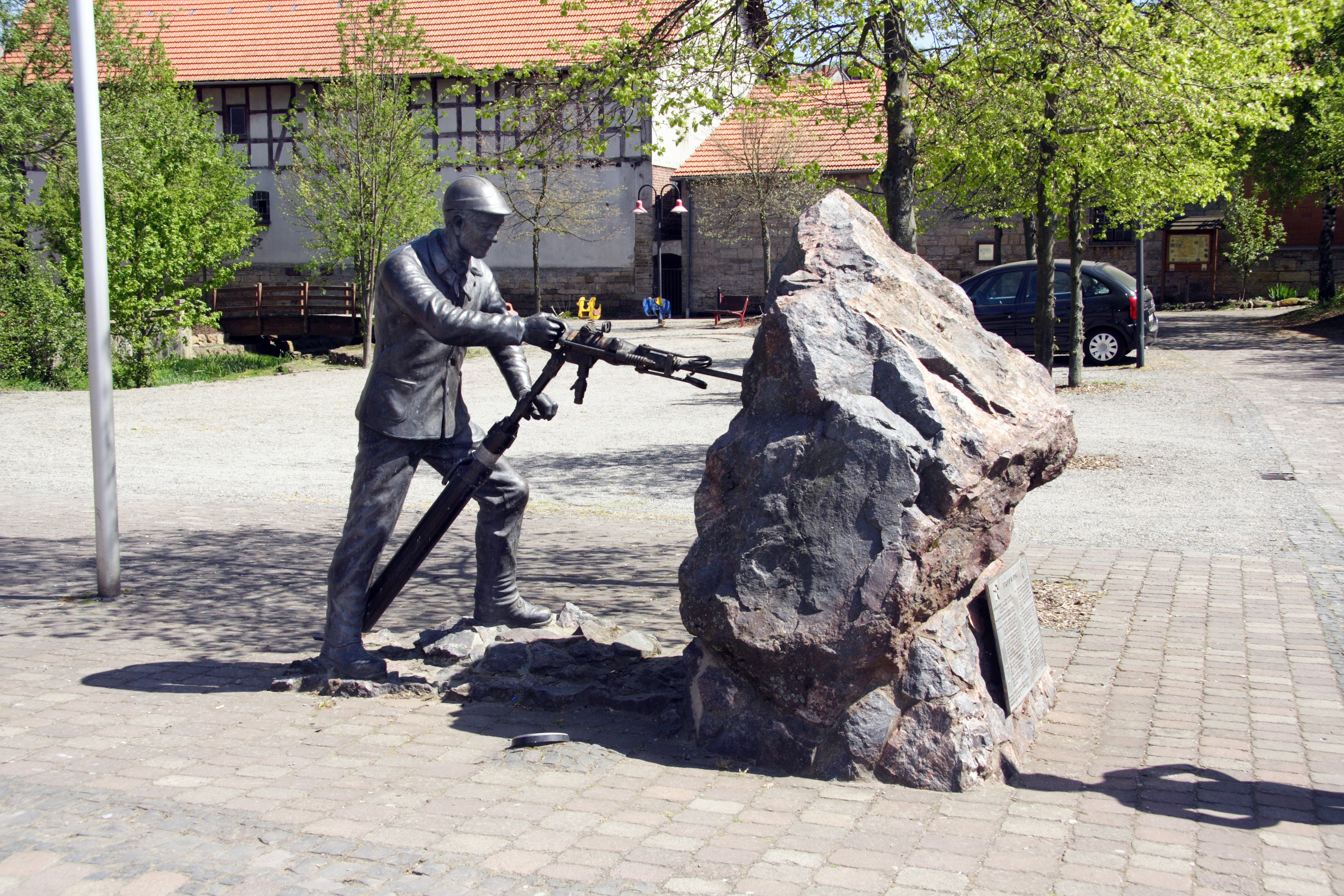
Bergmannsdenkmal in Diemelsee, 2007

Die Liste von Bergwerken im Landkreis Waldeck-Frankenberg umfasst die stillgelegten Bergwerke im Landkreis Waldeck-Frankenberg, Nordhessen. Der Bergbau im Sauerland fokussierte sich auf Erze und auch Schiefer.

## Geschichte
Der Bergbau im Landkreis Waldeck Frankenberg reicht bis auf das 15. Jahrhundert zurück. Gefördert wurden unter anderem Blei, Gold, Kupfer (Kupfermergel), Zink.

## Liste

### Diemelsee
| Name             | Ortsteil      | Bergrevier       | Anmerkungen | Lage | Beginn      | Ende       | Bild |
| ---------------- | ------------- | ---------------- | --- | ---- | ----------- | ---------- | ---- |
| An der Hangeliet | Deisfeld      | nicht zugeordnet | Mangane |      |             |            |      |
| Buttenmühle      | Adorf         | nicht zugeordnet | Eisen |      |             | 1845 (vor) |      |
| Christiane       | Adorf         | nicht zugeordnet | Roteisen, mit Eisengehalt 25,4–28,4 %; Verbundgrube aus den Gruben Martenberg, Eckefeld, Ferdinand und Hubertus, Abbau zwischen der 100-m- und der 180-m-Sohle; Carl-Ludwig-Erbstollen; Gottfried-Stollen; bis zu 340 Bergleute | Lage |             | 1963-04-16 |      |
| Eckefeld         | Adorf         | nicht zugeordnet | Roteisen; Bismarckstollen von Grube Eckefeld (Lage); Abbau auf 5 Tiefsohlen bei 42 m, 50 m und 71 m, 100 m und 180 m Teufe, 1558 erstmals urkundlich erwähnt, von der 100-m-Sohle ausgehend wurde der 1600 m lange Bismarckstollen ab 1872 vorangetrieben, er diente der Wasserlösung und dem Erztransport, 1907 vorübergehende Schließung mangels Rentabilität, später dann als Teil der Verbundgrube Christiane reaktiviert, endgültige Schließung 1962; bis zu 340 Bergleute | Lage | 1558        | 1962       |      |
| Erich            | Zollhaus      | nicht zugeordnet | Zink |      |             |            |      |
| Gisela           | Schweinsbühl  | nicht zugeordnet | Mangan; 1880 ca. 60 Bergleute | Lage | 1880 (vor)  |            |      |
| Höhle Rabenkopp  | Deisfeld      | nicht zugeordnet | Mangan |      |             |            |      |
| Lenscheid        | Sudeck        | nicht zugeordnet | Mangan |      |             | 1913 (vor) |      |
| Martenberg       | Adorf         | nicht zugeordnet | Roteisen; | Lage |             | 1917       |      |
| Mathias          | Vasbeck       | nicht zugeordnet | Blei, Gold, Silber, Zink; sich südwestlich von Vasbeck |      | 1683-05-12  | 1907       |      |
| Mathias I-XII    | Vasbeck       | nicht zugeordnet | Blei, Zink; sich südwestlich von Vasbeck; zu Matthias |      | 1893        | 1907       |      |
| Ottlar           | Ottlar        | nicht zugeordnet | Mangan;im Kreise des Eisenbergs |      | 1907        | 1910       |      |
| Ottlar IV        | Ottlar        | nicht zugeordnet | Mangan |      |             |            |      |
| Ottlar V         | Ottlar        | nicht zugeordnet | Mangan; im Herbesdahl; 30 Beschäftigte |      | 1945 (nach) |            |      |
| Salz und Schmalz | Bohnighausen  | nicht zugeordnet | Mangan |      |             |            |      |
| Sander           | Grebinghausen | nicht zugeordnet | Mangan |      |             |            |      |
| Semmet           | Sudeck        | nicht zugeordnet | Eisen; nördlich von Sudeck |      |             |            |      |
| Theodora         | Adorf         | nicht zugeordnet | Eisen |      |             |            |      |
| Tingerloh        | Adorf         | nicht zugeordnet | Eisen |      |             |            |      |
| Webbel           | Adorf         | nicht zugeordnet | Eisen; am Rotenberg; auch Webel geschrieben |      | 1855 (vor)  |            |      |
| Wartesberg       | Adorf         | nicht zugeordnet | Eisen; nördlich von Adorf, nahe der Grenze zu NRW |      |             |            |      |
| Winsenberg       | Adorf         | nicht zugeordnet | Eisen |      |             |            |      |

### Korbach
| Name           | Ortsteil   | Bergrevier | Anmerkungen | Lage | Beginn     | Ende         | Bild |
| -------------- | ---------- | ---------- | --- | ---- | ---------- | ------------ | ---- |
| Alte Fundgrube | Goldhausen | ?          | Gold |      |            |              |      |
| Anastasia      | Goldhausen | ?          | Gold |      | 1498 (vor) |              |      |
| Eisenberg      | Goldhausen | ?          | Gold, Kupfer, Silber, Eisen; Deutschlands reichste Goldlagerstätte; Tagebau; mehr als 48 Stollen (Untere-Tiefe-Tal-Stollen, Mittlere-Tiefe-Tal-Stollen, Obere-Tiefe-Tal-Stollen, Molkenbornstollen I, II, Dachstollen, Neyestollen, Nürnbergstollen) und 45 Schächte (St.-Georg-Schacht (noch heute 34 m Teufe), St. Thomas-Schacht, St. Wolrath-Schacht, Viktorschacht) mit gesamt ca. 20 km Länge; 1919 Gewerkschaft Waldecker Eisenberg; Gesamtförderung: 1,2 Tonnen reines Gold | Lage | 11. Jh.    |              |      |
| Glücksrad      | Goldhausen | ?          | Gold |      |            |              |      |
| St. Christoph  | Goldhausen | ?          | Gold |      |            |              |      |
| St. Georg      | Goldhausen | ?          | Gold |      | 15. Jh.    |              |      |
| St. Georgen    | Goldhausen | ?          | Gold |      |            |              |      |
| St. Kilian     | Goldhausen | ?          | Gold |      |            |              |      |
| St. Lorenz     | Goldhausen | ?          | Gold |      | 15. Jh.    |              |      |
| St. Thomas     | Goldhausen | ?          | Gold |      |            | 1742 (mind.) |      |
| St. Wolrath    | Goldhausen | ?          | Gold |      |            |              |      |

### Twistetal
| Name   | Ortsteil | Bergrevier       | Anmerkungen | Lage | Beginn | Ende | Bild |
| ------ | -------- | ---------------- | ----------- | ---- | ------ | ---- | ---- |
| Louise | Gembeck  | nicht zugeordnet | Blei, Zink  |      |        |      |      |

### Willingen
| Name      | Ortsteil  | Bergrevier | Anmerkungen        | Lage | Beginn | Ende | Bild |
| --------- | --------- | ---------- | ------------------ | ---- | ------ | ---- | ---- |
| Christine | Willingen | Brilon     | Schiefer; 3 Sohlen | Lage | 1871   | 1971 |      |
| Brilon    | Willingen | Brilon     | Schiefer           |      |        | 1984 |      |